# Verwaltungsgemeinschaft Münchenbernsdorf
La Verwaltungsgemeinschaft Münchenbernsdorf (letteralmente: «comunità amministrativa di Münchenbernsdorf») è una comunità amministrativa del Land tedesco della Turingia.

## Suddivisione
Fanno parte della Verwaltungsgemeinschaft i seguenti comuni:
1. Bocka (471)
2. Hundhaupten (322)
3. Lederhose (264)
4. Lindenkreuz (431)
5. Münchenbernsdorf, città (2 962)
6. Saara (583)
7. Schwarzbach (212)
8. Zedlitz (729)

(Tra parentesi i dati della popolazione al 31 dicembre 2021)